# Mopurahalli, Gauribidanur
Mopurahalli là một làng thuộc tehsil Gauribidanur, huyện Chikkaballapur, bang Karnataka, Ấn Độ.